# 오무아
오무아(Omois, the Omois, 프랑스어 : l'Omois )는 프랑스의 남동부, 아시네(Aisne) 현의 남쪽에 있는 옛 지명의 이름으로, 현재 피카르디와 샤토 티에리(Château-Thierry) 지역의 일부에 해당한다. 프랑크 왕국시대부터 프랑스 왕정, 제정 시대에는 오무아 백작의 사유지였으며, 한때 카롤링거 왕조의 분가인 헤르베르투스 왕조 출신 백작들이 통치했다. 오무아는 마른(Marne) 계곡 하천변에 해당되며, 소속 36개의 마을은 샴페인 원산지의 하나이다.
샤토 티에리 출신인 장 드 라 퐁텐(Jean de La Fontaine)이 이 곳에서 태어났으며, 샴페인 관광 루트의 출발점이다.

## 같이 보기
- 발루아
- 베르망두아
- 샤토 티에리
- 헤르베르투스 왕조